# Solanum schomburghii
Solanum schomburghii är en potatisväxtart som beskrevs av Otto Sendtner. Solanum schomburghii ingår i släktet skattor som ingår i familjen potatisväxter. Inga underarter finns listade i Catalogue of Life.